# Chemin de Petite-Pologne
 (mars 2012).
Si vous disposez d'ouvrages ou d'articles de référence ou si vous connaissez des sites web de qualité traitant du thème abordé ici, merci de compléter l'article en donnant les références utiles à sa vérifiabilité et en les liant à la section « Notes et références ».
Le Chemin de Petite-Pologne est une section du pèlerinage de Saint-Jacques-de-Compostelle qui suit le cours de la région Petite-Pologne, d'où son nom.

## Le chemin principal
- Sandomierz
- Klimontów
- Kotuszów (Voïvodie de Sainte-Croix)
- Szczaworyż
- Wiślica
- Probołowice
- Pałecznica
- Niegardów
- Więcławice
- Cracovie
- Sanka
- Smolice
- Palczowice
- Oświęcim (Auschwitz)

## Galerie photos

Le symbole moderne du chemin
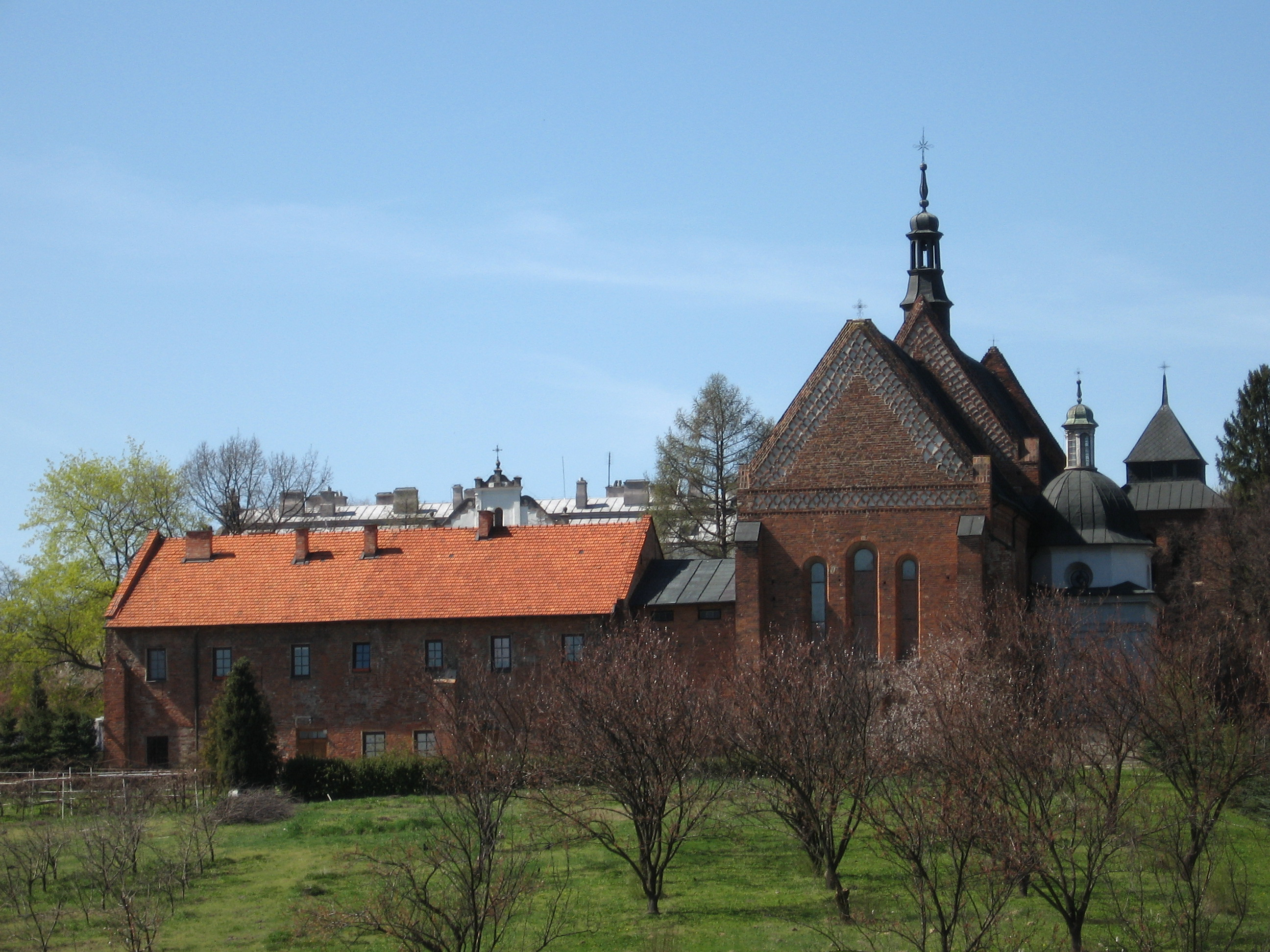
Église et couvent des dominicains de Sandomierz
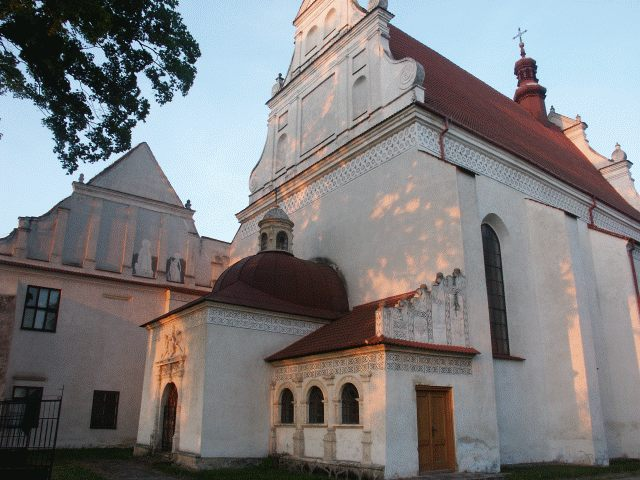
Klimontów
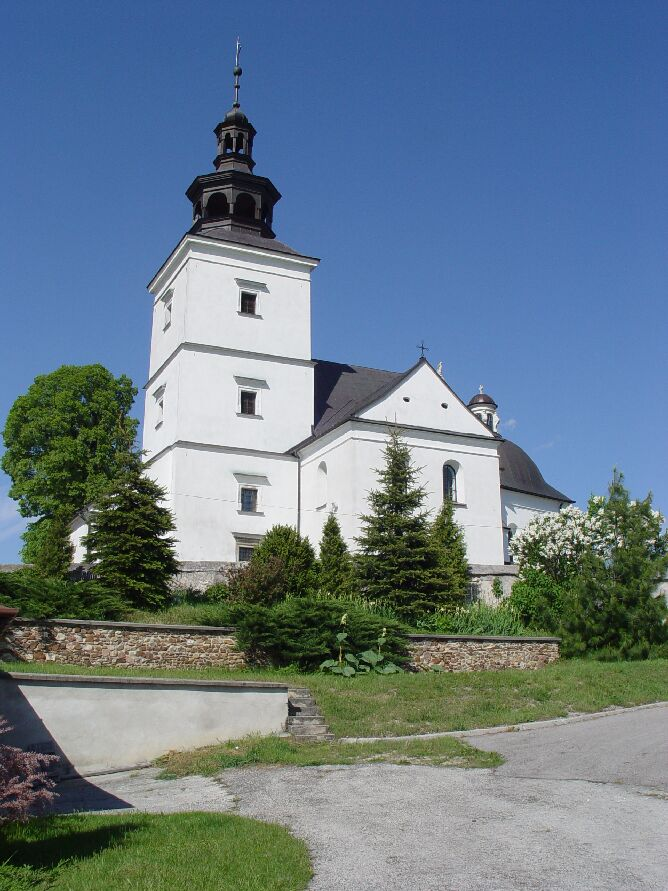
Szczaworyż
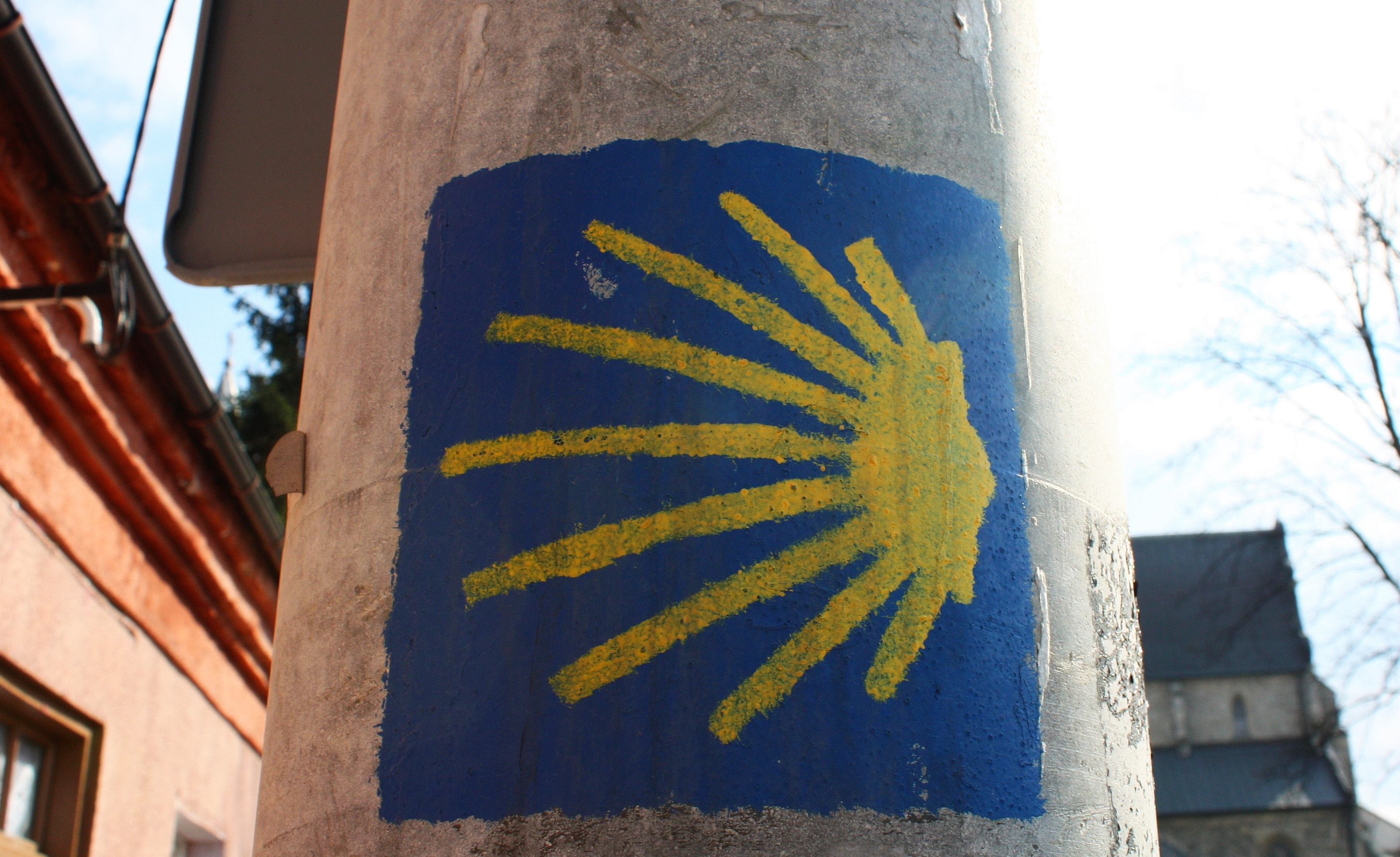
Skalbmierz
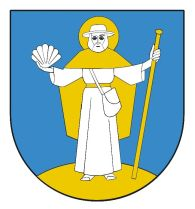
Pałecznica
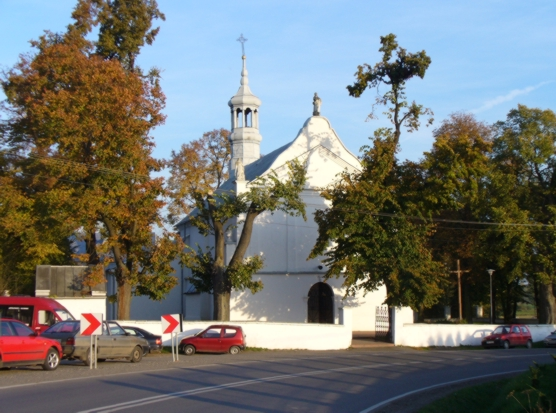
Niegardów
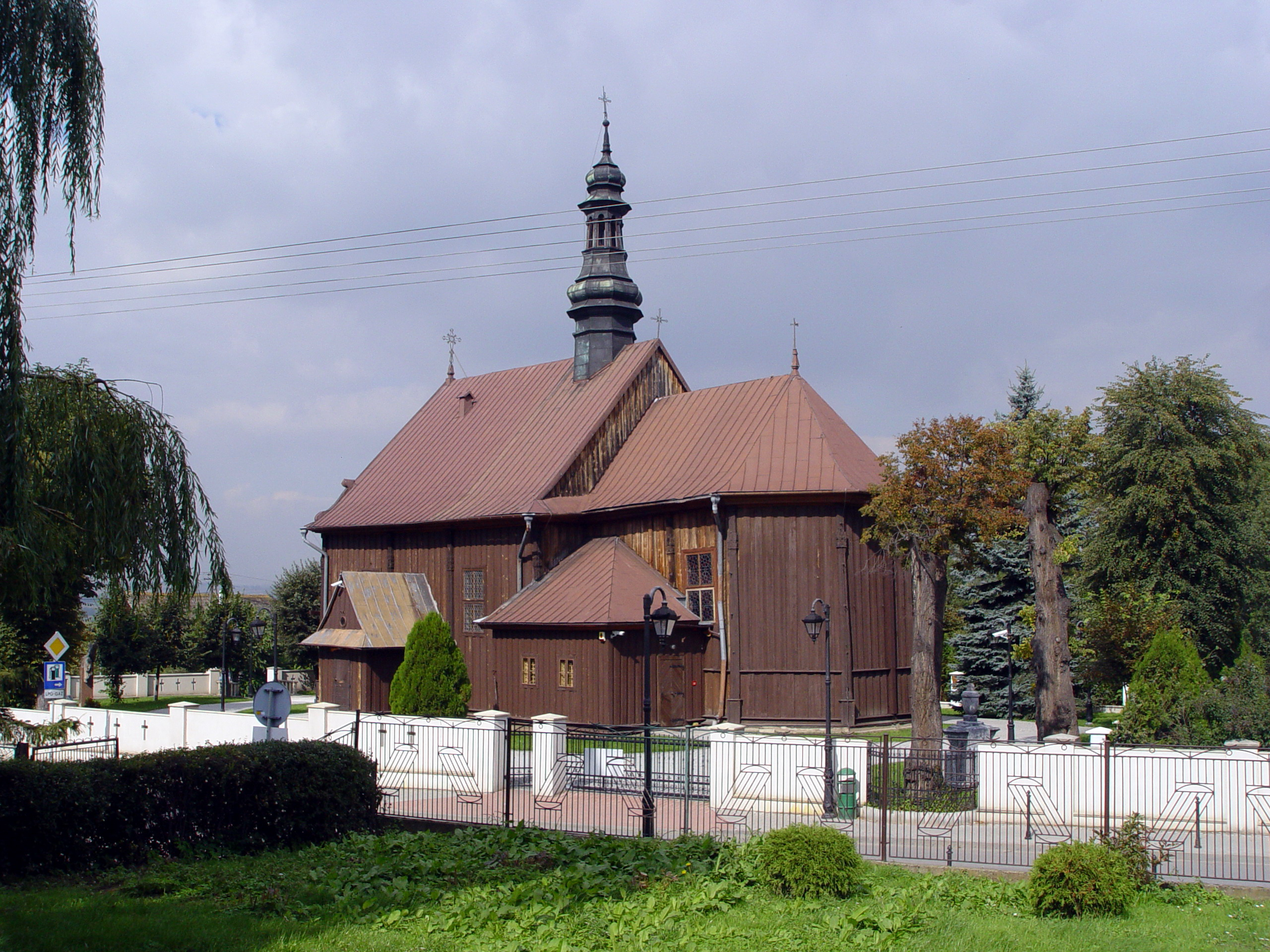
Więcławice
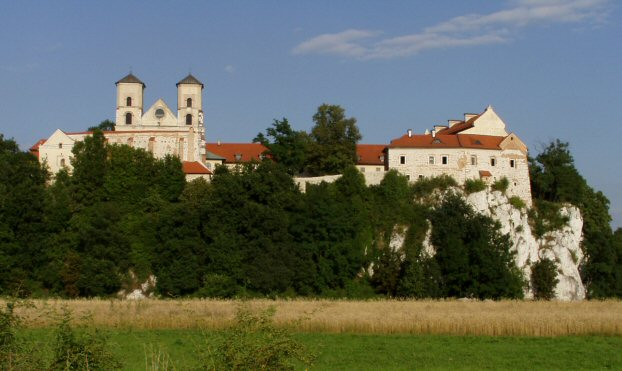
Cracovie - Tyniec
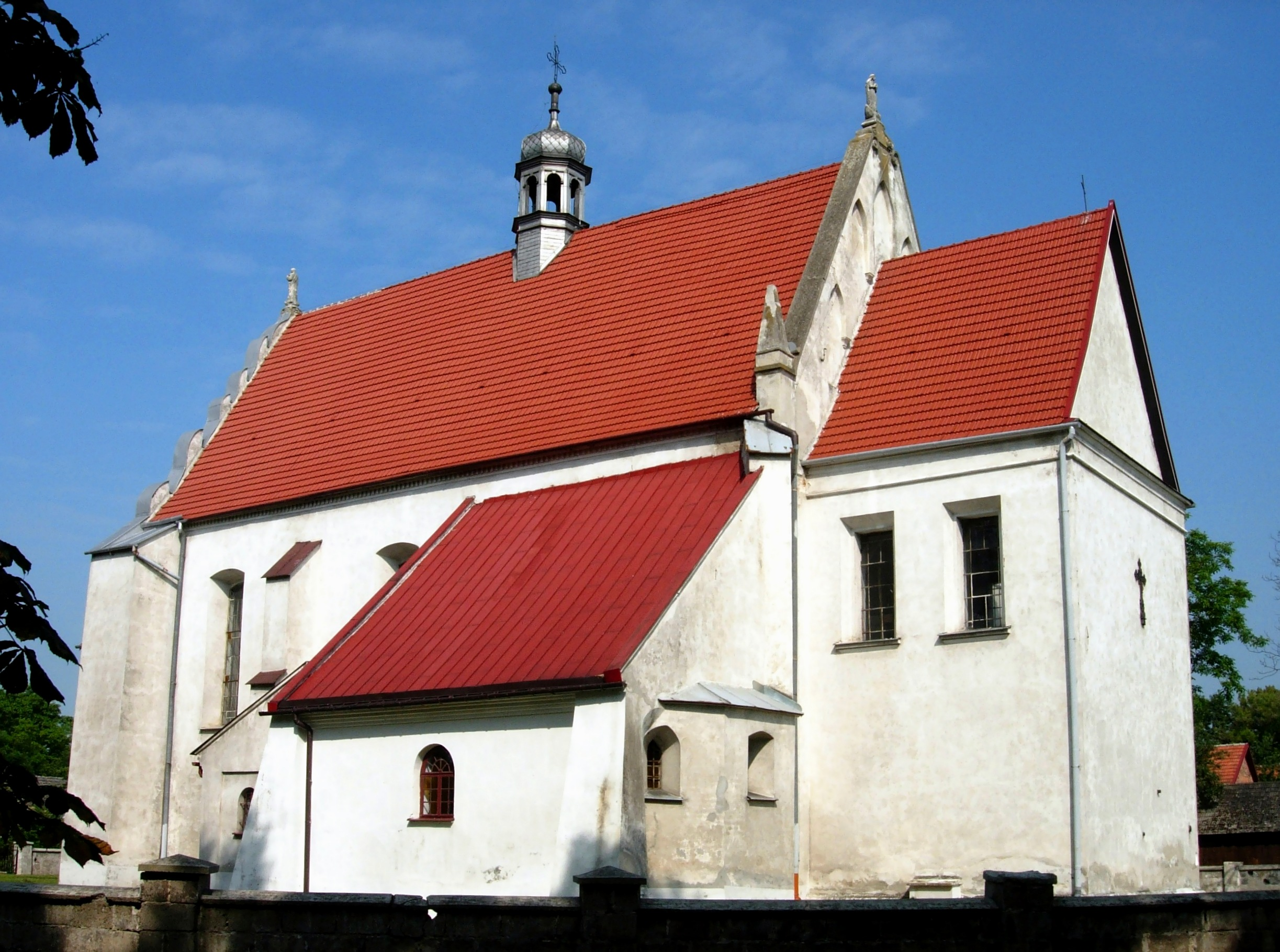
Opatowiec
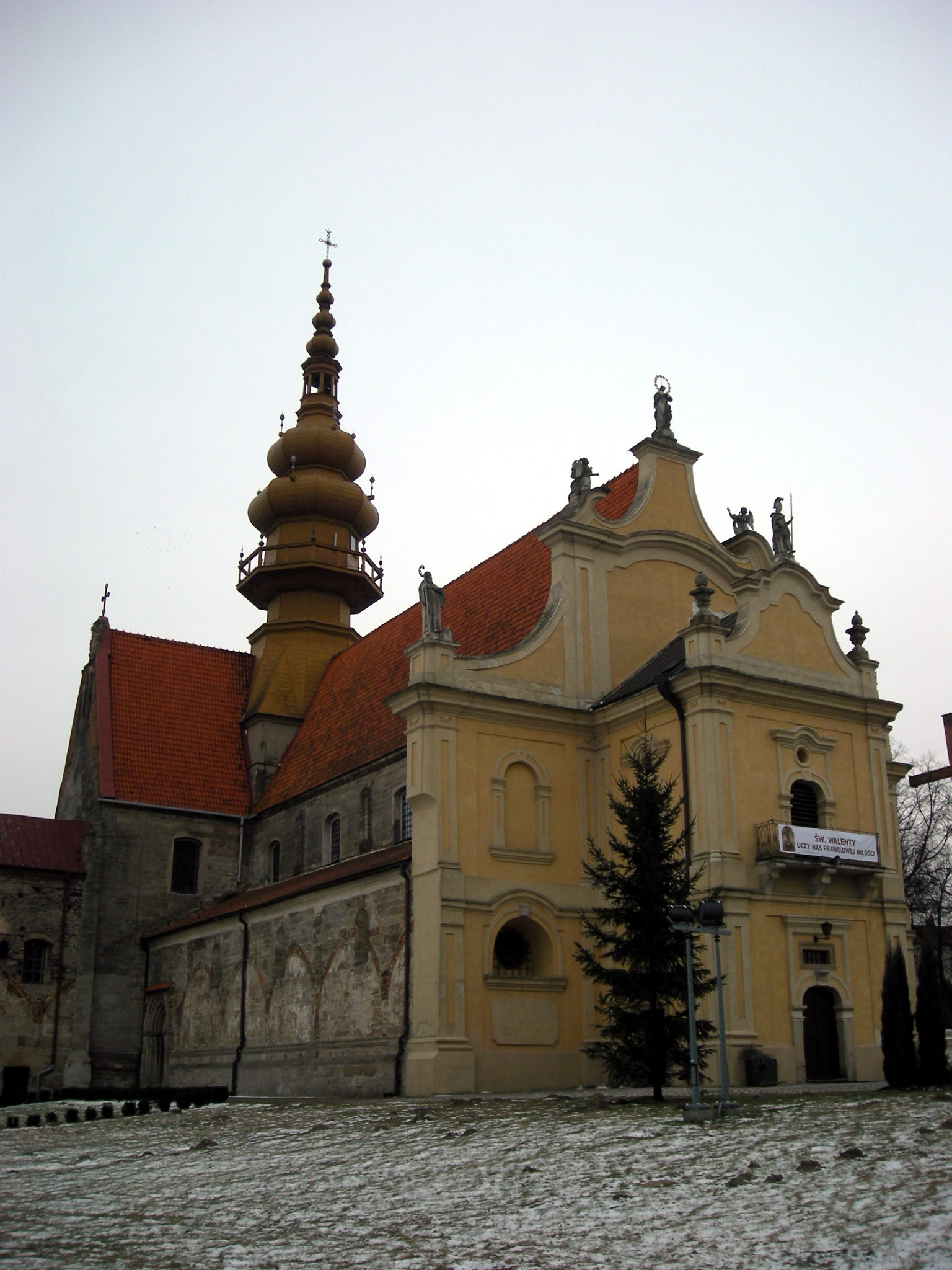
Koprzywnica